# Tony Ayres
Tony Ayres (né le 16 juillet 1961  à Macao) est un scénariste et réalisateur australien originaire de Macao.

## Filmographie
Comme réalisateur
- 2002 : Walking on Water
- 2007 : The Home Song Stories
- 2011 : La Gifle (série télévisée)
- 2014 : Cut Snake

Comme acteur
- 2013 : The Turning

Comme créateur et producteur
- 2013-2016 : Nowhere Boys (série télévisée)
- 2015- : Glitch (série télévisée)
- 2021 : Clickbait (mini-série)

## Récompenses
- Teddy Award 2002 : meilleur réalisateur pour Walking on Water
- AACTA Award du meilleur réalisateur 2007 pour The Home Song Stories
- Hawaii International Film Festival 2007 : meilleur film pour The Home Song Stories
- Festival international du film de Toronto 2014 : Cut Snake est sélectionné pour le Contemporary World Cinema